# Verónica Mengod
Verónica Mengod (23 de febrero de 1967) es una actriz y presentadora de televisión española.

## Biografía
Hija del compositor Julio Mengod, se inició en el mundo del espectáculo con tan sólo 17 años presentando el programa infantil El kiosco, junto al muñeco llamado Pepe Soplillo, al que prestaba su voz el actor José Carabias. 
Su madre, María Ángeles, es pintora.
Tras un breve paso por el programa de Jesús Hermida Por la mañana (1987), recaló en El precio justo (1988-1990), donde colaboraba con Joaquín Prat en las labores de presentación. Luego vendrían Aventura 92 (1990) con Miguel de la Quadra-Salcedo y el infantil Tic-Tac (1996) en Telecinco.
Más adelante estudia Arte Dramático e inicia su trayectoria como actriz. Durante los últimos años ha participado en numerosas series de televisión: La casa de los líos (1998), Señor alcalde (1998), ¡Ala... Dina! (2001) o Luna negra (2003). 
En 2004, regresa a la presentación sustituyendo a Belinda Washington en el espacio de TVE Padres en apuros, en el que se mantiene hasta 2005. 
En 2006 participó como concursante en el concurso de patinaje sobre hielo de Telecinco El desafío bajo cero.
En octubre de 2011 regresa a televisión como colaboradora del magazine diario Te damos la mañana, que presenta Inés Ballester en 13tv.

## Actriz
- Serie La casa de los líos (1997-1998) como Bibi.
- Serie Señor alcalde (1998-1999).
- Cortometraje "Cada día hay menos besos" (1999).
- Serie ¡Ala... Dina! (2000-2002) Como Paloma Velázquez.
- Serie Paraíso (2002) Como Virginia (1 capítulo).
- Telenovela Luna negra (2003-2004) Como Danielle Pascal.
- Serie Diez en Ibiza (2004) Como madre de Alicia (1 capítulo).
- Serie El comisario (2004) Como Soraya (1 capítulo).
- Serie Apaga la luz (2005-2006) Como Vero.
- Telenovela C.L.A. No somos ángeles (2007) Como Cristina (varios capítulos).
- Serie Como el perro y el gato (2007) (1 capítulo).
- Serie Gominolas (2007) Como presentadora de televisión (1 capítulo).
- Cortometraje "Hipocresía" (2010).
- Largometraje Luces (película) (2017) en el papel de Victoria Cano.

## Programas de televisión
- El Kiosco (1984-1987) Presentadora.
- Por la mañana (1987-1988) Colaboradora.
- El precio justo (1988-1990) Copresentadora.
- Aventura 92 (1990-1991) Copresentadora.
- Tic-tac (1996) Presentadora
- Festival Internacional de Benidorm (1996) Presentadora.
- Festival Internacional de Benidorm (2001) Presentadora.
- Grand Prix (2003) Madrina.
- Padres en apuros (2004-2005) Presentadora.
- El desafío bajo cero (2006) Concursante.
- Te damos la mañana (2011-) Colaboradora.

## Otras apariciones en televisión
- Furor (1999 y 2006).
- Telepasion española (2000, 2001, 2003 y 2006).
- Pasapalabra (2001, 2003, 2004, 2006, 2008, 2009, 2010, 2020, 2022).
- La ruleta de la suerte (2010, especial famosos).